# Stanislav Struhar

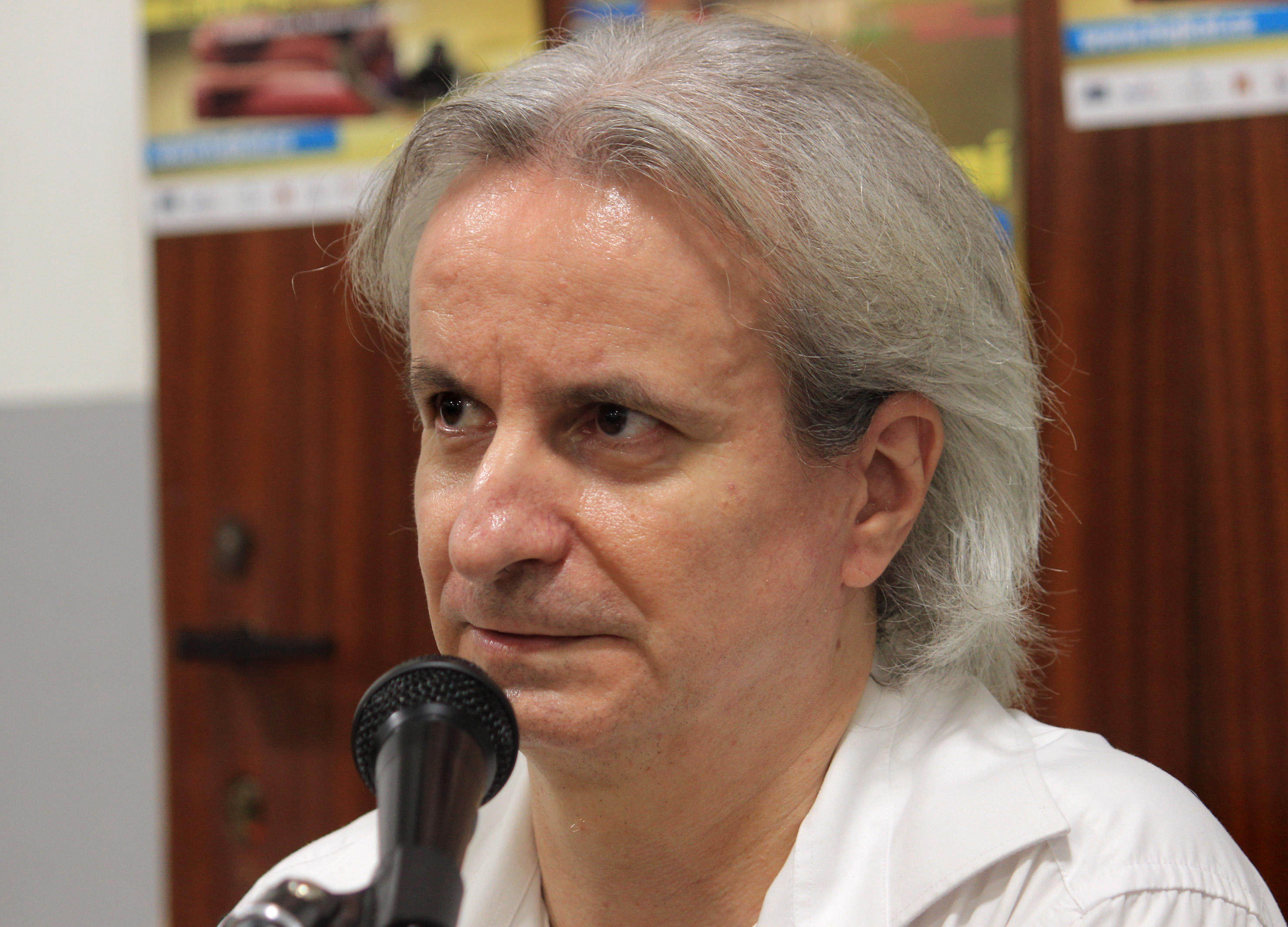
Stanislav Struhar (2015)

Stanislav Struhar (* 4. Januar 1964 in Gottwaldov) ist ein österreichischer Schriftsteller.

## Leben
Stanislav Struhars Großvater war ein höherer städtischer Beamter. Stanislav Struhar versagte sich dem Anpassungsdruck des kommunistischen Regimes. Nach wiederholten Suizidversuchen wurde er zweimal in die geschlossene Abteilung einer psychiatrischen Klinik eingewiesen. 1988 floh er mit seiner Frau nach Österreich, wo sie im Sinne des Bundesgesetzes und der Genfer Konvention als verfolgte Flüchtlinge anerkannt wurden. Dennoch gelang zunächst nicht die Zusammenführung mit dem in der Tschechoslowakei gebliebenen Sohn, trotz der Intervention des Flüchtlingskommissars der Vereinten Nationen, des Bundesministeriums und der Internationalen Gesellschaft für Menschenrechte. Erst nach dem Fall des Eisernen Vorhangs wurde die Zusammenführung erreicht. Stanislav Struhar lebt mit seiner Familie in Wien.

## Werk
Seit jungen Jahren schreibt Struhar Gedichte und Prosa. Seine ersten literarischen Werke verfasste er noch in tschechischer Sprache, bald aber begann er in deutscher Sprache zu schreiben. Sein Roman Das Manuskript wurde 2002 im österreichischen Parlament vorgestellt. Stanislav Struhar erhielt zahlreiche Stipendien, sein Werk erscheint auch in tschechischer Übersetzung.

## Auszeichnungen
- 2021: Buchprämie der Stadt Wien für Farben der Zukunft
- 2022: Buchprämie der Stadt Wien für Farben der Gegenwart

## Veröffentlichungen

### Poesie
- Der alte Garten. Gedichttrilogie. Übers. aus dem Tschechischen von Jan-Peter Abraham. Resistenz, Linz 1999, ISBN 3-85285-028-2.
- Der alte Garten/Stará zahrada. Gedichttrilogie. 2. erweiterte Auflage. Edition Doppelpunkt, Wien 2001, ISBN 3-85273-112-7.
- Stará zahrada: trilogie v básni. 1. tschechische Auflage. Kniha Zlin, Zlín 2015, ISBN 978-80-7473-282-9.
- Stará zahrada/Der alte Garten: Gedichttrilogie. Übers. aus dem Tschechischen und aus dem Deutschen von Stanislav Struhar u. Stanislav Struhar jun. Wieser Verlag, Klagenfurt/Celovec 2019, ISBN 978-3-99029-340-9.

### Prosa
- Das Manuskript. Roman. Übers. aus dem Tschechischen von Andrej Leben. Drava, Klagenfurt/Celovec 2002, ISBN 3-85435-378-2. (Orig.: Rukopis. Signeta, Prag 2004, ISBN 80-903325-0-1.)
- Eine Suche nach Glück. Roman. Kitab, Klagenfurt 2005, ISBN 3-902005-48-3.
- Fremde Frauen. Zwei Erzählungen. Wieser, Klagenfurt/Celovec 2013, ISBN 978-3-9902905-0-7.
- Das Gewicht des Lichts. Roman. Wieser, Klagenfurt/Celovec 2014, ISBN 978-3-9902908-8-0.
- Die vertrauten Sterne der Heimat. Roman. Wieser, Klagenfurt/Celovec 2015, ISBN 978-3-99029-130-6.
- Farben der Vergangenheit. Erzählungen. Wieser, Klagenfurt/Celovec 2016, ISBN 978-3-99029-180-1.
- Die Verlassenen. Roman. Wieser, Klagenfurt/Celovec 2017, ISBN 978-3-99029-227-3.
- Die Gabe der Hoffnung. Roman. Wieser, Klagenfurt/Celovec 2018, ISBN 978-3-99029-289-1.
- Fremde Männer. Zwei Erzählungen. Wieser, Klagenfurt/Celovec 2019, ISBN 978-3-99029-325-6. 2. Auflage mit einem Nachwort von Markéta Kliková, Wieser, Klagenfurt/Celovec 2020, ISBN 978-3-99029-388-1.
- Verlassener Garten. Roman. Übers. aus dem Tschechischen und mit einem Nachwort von Kristina Kallert. Wieser, Klagenfurt/Celovec 2020, ISBN 978-3-99029-381-2. (Orig.: Opuštěná zahrada. Volvox Globator, Prag 2004, ISBN 80-7207-540-3.)
- Farben der Zukunft. Erzählungen. Mit einem Nachwort von Ralf Rother. Wieser, Klagenfurt/Celovec 2021, ISBN 978-3-99029-448-2.
- Farben der Gegenwart. Erzählungen. Mit einem Nachwort von Gabriela Šilhavá. Wieser, Klagenfurt/Celovec 2022, ISBN 978-3-99029-526-7.
- Das Gewicht des Schattens. Roman. Mit einem Nachwort von Kristina Kallert. Wieser, Klagenfurt/Celovec 2023, ISBN 978-3-99029-573-1.
- Die Reinheit der Stille. Erzählungen. Mit einem Nachwort von Markéta Kliková. Wieser, Klagenfurt/Celovec 2024, ISBN 978-3-99029-640-0.
- Das Gewicht der Stille. Roman. Mit einem Nachwort von Laura Schwaminger. Wieser, Klagenfurt/Celovec 2025, ISBN 978-3-99029-672-1.

### Übersetzungen
- Traude Veran: Někteří chtějí vždy znovu přijít. Dauphin, Prag 2009, ISBN 978-80-7272-190-0. (Orig.: manche wollen immer wieder kommen. Gedichte über Menschen und Orte. Mit Federzeichnungen von iutta maria Waloschek. Edition Doppelpunkt, Wien 1996.)

### Aufnahme in Anthologien
- Florica Madritsch Marin, Elisabeth Schawerda: Wenn die Erinnerung atmet: Querschnitt österreichischer Lyrik. Edition Doppelpunkt, Wien 2003, ISBN 3-85273-148-8.
- Stefan Krist, Patricia Brooks, Günter Vallaster: Das literarische Sprachlabor: Workshop-Konzepte für den Deutsch-Unterricht. Praesens, Wien 2009, ISBN 978-3-7069-0491-9.
- Andrea Fischerová, Marek Nekula: Ich träume von Prag: Deutsch-tschechische literarische Grenzgänge. Stutz, Passau 2012, ISBN 978-3-88849-068-2.
- Harald Kollegger, Helmuth A. Niederle: 23 + 23 = I. Anthologie anlässlich des 90-jährigen Bestandsjubiläums des Österreichischen PEN. Plattform, Wien 2014, ISBN 978-3-9503683-0-7.
- Nahid Bagheri-Goldschmied: Spuren. Anthologie österreichischer Lyrik. (Deutsch / Farsi) Driesch 2014, ISBN 978-3-902787-24-8.
- Wiebke Sievers: Grenzüberschreitungen. Ein literatursoziologischer Blick auf die lange Geschichte von Literatur und Migration. Böhlau, Wien 2016, ISBN 978-3-205-20353-7.
- Wiebke Sievers, Holger Englerth, Silke Schwaiger: Ich zeig dir, wo die Krebse überwintern. Gespräche mit zugewanderten Schriftstellerinnen und Schriftstellern. Edition Exil, Wien 2017, ISBN 978-3-901899-74-4.
- Kurt Mitterndorfer: Schlussbilanz – 30 Jahre Linzer Frühling. Bibliothek der Provinz, Weitra 2017, ISBN 978-3-99028-727-9.
- Renata Cornejo: Heimat im Wort. Zum Sprachwechsel der deutsch schreibenden tschechischen Autorinnen und Autoren nach 1968. Eine Bestandsaufnahme. Praesens Verlag, Wien 2010, ISBN 978-3-7069-0602-9.
- J. Demčišák / M. Hornáček Banášová (Hg): Germanistische Forschungsfragen in Trnava, Ústí nad Labem und Wrocław I. (Doktorandenforum Auslandsgermanistik, Bd. 1. G. Šilhavá: Themen und Symbole in den Werken von Stanislav Struhar). Leipziger Universitätsverlag, Leipzig, 2020, ISBN 978-3-96023-346-6.
- Georg Schuppener / Veronika Jičínská / Marcelina Kałasznik (Hg.): Germanistische Forschungsfragen in Trnava, Ústí nad Labem und Wrocław II (Doktorandenforum Auslandsgermanistik, Bd. 2. G. Šilhavá: Migrationserfahrungen und Positionierungen der Migranten in ausgewählten Werken von Stanislav Struhar). Leipziger Universitätsverlag, Leipzig, 2021, ISBN 978-3-96023-394-7.
- Monika Hornáček Banášová / Veronika Jičínská / Przemysław Staniewski (Hg.): Germanistische Forschungsfragen in Trnava, Ústí nad Labem und Wrocław III (Doktorandenforum Auslandsgermanistik, Bd. 3. G. Šilhavá: Fremdheit und Fremdsein als Motiv in den Romanen Die vertrauten Sterne der Heimat und Die Gabe der Hoffnung von Stanislav Struhar). Leipziger Universitätsverlag, Leipzig, 2021, ISBN 978-3-96023-402-9.